# قسم بشتكوة الريفي (مقاطعة دشتستان)
قسم بشتكوة الريفي (بالفارسية: دهستان پشتکوه) هي قسم تقع في إيران في ناحية بوشكان. يقدر عدد سكانها بـ 5,896 نسمة .